# Simulium tolongoinae
Simulium tolongoinae är en tvåvingeart som beskrevs av Jean Charles Marie Grenier och Jacques Brunhes 1972. Simulium tolongoinae ingår i släktet Simulium och familjen knott.
Artens utbredningsområde är Madagaskar. Inga underarter finns listade i Catalogue of Life.